# Landkreis Elbe-Elster
Landkreis Elbe-Elster is een Landkreis in de Duitse deelstaat Brandenburg. De Landkreis telt 101.085 inwoners (31 december 2020) op een oppervlakte van 1.889,34 km². Kreisstadt is Herzberg.

## Geschiedenis
De Landkreis is opgericht als gevolg van de bestuurlijke herindeling van Brandenburg op 6 december 1993 en bestaat uit de voormalige districten Finsterwalde, Bad Liebenwerda en Herzberg zonder de gemeente Schöna-Kolpien uit het Amt Dahme/Mark.

## Steden en gemeenten
Elbe-Elster is bestuurlijk onderverdeeld in de volgende steden, gemeenten en Amter (Inwoners op 31-12-2020).
| Zelfstandige steden 1. Bad Liebenwerda (9.224) 2. Doberlug-Kirchhain (8.686) 3. Elsterwerda (7.800) 4. Falkenberg/Elster (6.317) 5. Finsterwalde (15.968) 6. Herzberg (Elster) (8.776) 7. Mühlberg/Elbe (3.630) 8. Schönewalde (3.056) 9. Sonnewalde (3.154) 10. Uebigau-Wahrenbrück (5.233) Zelfstandige gemeenten 1. Röderland (3.823) | Ämter 1. Elsterland (4.442) 1. Heideland (497) 2. Rückersdorf (1.337) 3. Schilda (430) 4. Schönborn (1.515) 5. Tröbitz (663) 2. Kleine Elster (Niederlausitz) (5.376) 1. Crinitz (1.169) 2. Lichterfeld-Schacksdorf (951) 3. Massen-Niederlausitz (1.838) 4. Sallgast (1.418) 3. Plessa (5.974) 1. Gorden-Staupitz (943) 2. Hohenleipisch (1.949) 3. Plessa (2.579) 4. Schraden (503) 4. Schlieben (5.233) 1. Fichtwald (601) 2. Hohenbucko (626) 3. Kremitzaue (780) 4. Lebusa (806) 5. Schlieben, Stad (2.420) 5. Schradenland (4.393) 1. Gröden (1.336) 2. Großthiemig (1.012) 3. Hirschfeld (1.221) 4. Merzdorf (824) |

Barnim · Brandenburg an der Havel · Cottbus · Dahme-Spreewald · Elbe-Elster · Frankfurt (Oder) · Havelland · Märkisch Oderland · Oberhavel · Oberspreewald-Lausitz · Oder-Spree · Ostprignitz-Ruppin · Potsdam · Potsdam-Mittelmark · Prignitz · Spree-Neiße · Teltow-Fläming · Uckermark